# 八一水库 (安康)
八一水库是中国陕西省安康市境内的一座水库，位于付家河上，建于1961年。水库正常库容为1100万立方米，集雨面积为271平方千米，海拔为418.43米。